# Daniel Sedin

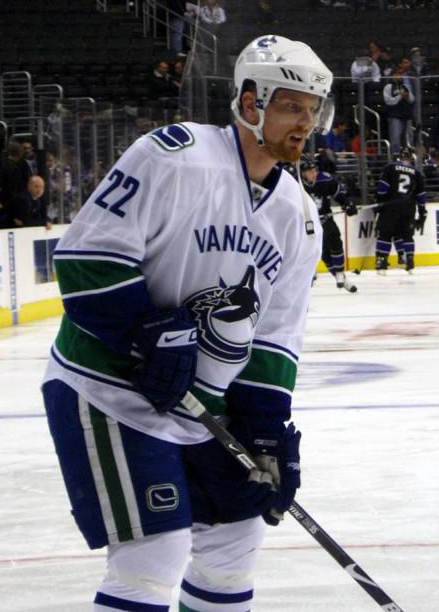
Daniel Sedin med Vancouver Canucks 2009.

Erik Daniel Sedin, född 26 september 1980 i Själevads församling, Örnsköldsvik, är en svensk före detta professionell ishockeyspelare som spelade för Vancouver Canucks i NHL.

## Karriär
Daniel Sedin slog igenom i Elitserien tillsammans med sin tvillingbror Henrik Sedin under det sena 1990-talet. I NHL-draften 1999 blev bröderna valda som andre och tredje spelare totalt, med Daniel som andre spelare totalt, av Vancouver Canucks. Han debuterade i NHL den 5 oktober 2000.
På grund av NHL-konflikten 2004–05 återvände Daniel den säsongen till Modo Hockey tillsammans med bland andra Peter Forsberg, Markus Näslund, Tommy Salo och Henrik Sedin. Konflikten tog slut inför säsongen 2005–06 och Daniel återvände till NHL och Vancouver Canucks. Säsongen 2006–07 gjorde han med 36 mål och 84 poäng för första gången mer än en poäng i snitt per match - vilket gav honom en plats bland NHL:s tjugo vassaste målskyttar och poänggörare. Bland svenskarna var det endast Daniel Alfredsson som mäktade med att göra fler poäng. Sedan dess har Sedin tillhört NHL:s mest produktiva ytterforwards. Inför säsongen 2009–10 skrev båda bröderna på ett femårskontrakt med Vancouver.
Sedins poängbästa notering hittills i NHL är från säsongen 2010–11 då han vann poängligan med 104 poäng, fördelat på 41 mål och 63 assists. Som poängligavinnare vann han Art Ross Trophy och han fick också ta emot Ted Lindsay Award som ligans bästa spelare framröstad av spelarna själva. Samma år gick hans Vancouver Canucks till final i Stanley Cup-slutspelet men fick se sig besegrade av Boston Bruins.
Daniel Sedin tog tillsammans med Tre Kronor guld under OS 2006 i Turin. Han var dessutom med och tog guld med det svenska landslaget under VM 2013. Han kom in i laget en bit in i turneringen tillsammans med brodern Henrik och gjorde 1 mål och 5 assists på 4 matcher.
Han och hans bror avslutade sin karriär 2018 när de skickade ut ett brev till Vancouver Canucks samt alla fans och tackade för allt.

## Statistik

### Klubbkarriär
| 1997–98           | MODO Hockey       | Elitserien        | 45   | 4   | 8   | 12   | 26  | 9   | 0  | 0  | 0  | 2  |
| 1998–99           | MODO Hockey       | Elitserien        | 50   | 21  | 21  | 42   | 20  | 13  | 4  | 8  | 12 | 14 |
| 1999–00           | MODO Hockey       | Elitserien        | 50   | 19  | 26  | 45   | 28  | 13  | 8  | 6  | 14 | 18 |
| 2000–01           | Vancouver Canucks | NHL               | 75   | 20  | 14  | 34   | 24  | 4   | 1  | 2  | 3  | 0  |
| 2001–02           | Vancouver Canucks | NHL               | 79   | 9   | 23  | 32   | 32  | 6   | 0  | 1  | 1  | 0  |
| 2002–03           | Vancouver Canucks | NHL               | 79   | 14  | 17  | 31   | 34  | 14  | 1  | 5  | 6  | 8  |
| 2003–04           | Vancouver Canucks | NHL               | 82   | 18  | 36  | 54   | 18  | 7   | 1  | 2  | 3  | 0  |
| 2004–05           | MODO Hockey       | Elitserien        | 49   | 13  | 20  | 33   | 40  | 6   | 0  | 3  | 3  | 6  |
| 2005–06           | Vancouver Canucks | NHL               | 82   | 22  | 49  | 71   | 34  | —   | —  | —  | —  | —  |
| 2006–07           | Vancouver Canucks | NHL               | 81   | 36  | 48  | 84   | 36  | 12  | 2  | 3  | 5  | 4  |
| 2007–08           | Vancouver Canucks | NHL               | 82   | 29  | 45  | 74   | 50  | —   | —  | —  | —  | —  |
| 2008–09           | Vancouver Canucks | NHL               | 82   | 31  | 51  | 82   | 36  | 10  | 4  | 6  | 10 | 8  |
| 2009–10           | Vancouver Canucks | NHL               | 63   | 29  | 56  | 85   | 28  | 12  | 5  | 9  | 14 | 12 |
| 2010–11           | Vancouver Canucks | NHL               | 82   | 41  | 63  | 104  | 32  | 25  | 9  | 11 | 20 | 32 |
| 2011–12           | Vancouver Canucks | NHL               | 72   | 30  | 37  | 67   | 40  | 2   | 0  | 2  | 2  | 0  |
| 2012–13           | Vancouver Canucks | NHL               | 47   | 12  | 28  | 40   | 18  | 4   | 0  | 3  | 3  | 14 |
| 2013–14           | Vancouver Canucks | NHL               | 73   | 16  | 31  | 47   | 38  | —   | —  | —  | —  | —  |
| 2014–15           | Vancouver Canucks | NHL               | 82   | 20  | 56  | 76   | 18  | 6   | 2  | 2  | 4  | 0  |
| 2015–16           | Vancouver Canucks | NHL               | 82   | 28  | 33  | 61   | 36  | —   | —  | —  | —  | —  |
| 2016–17           | Vancouver Canucks | NHL               | 82   | 15  | 29  | 44   | 32  | —   | —  | —  | —  | —  |
| 2017–18           | Vancouver Canucks | NHL               | 81   | 23  | 32  | 55   | 40  | —   | —  | —  | —  | —  |
| NHL totalt        | NHL totalt        | NHL totalt        | 1306 | 393 | 648 | 1041 | 546 | 102 | 25 | 46 | 71 | 78 |
| Elitserien totalt | Elitserien totalt | Elitserien totalt | 194  | 54  | 76  | 133  | 114 | 41  | 12 | 17 | 29 | 40 |

### Internationellt

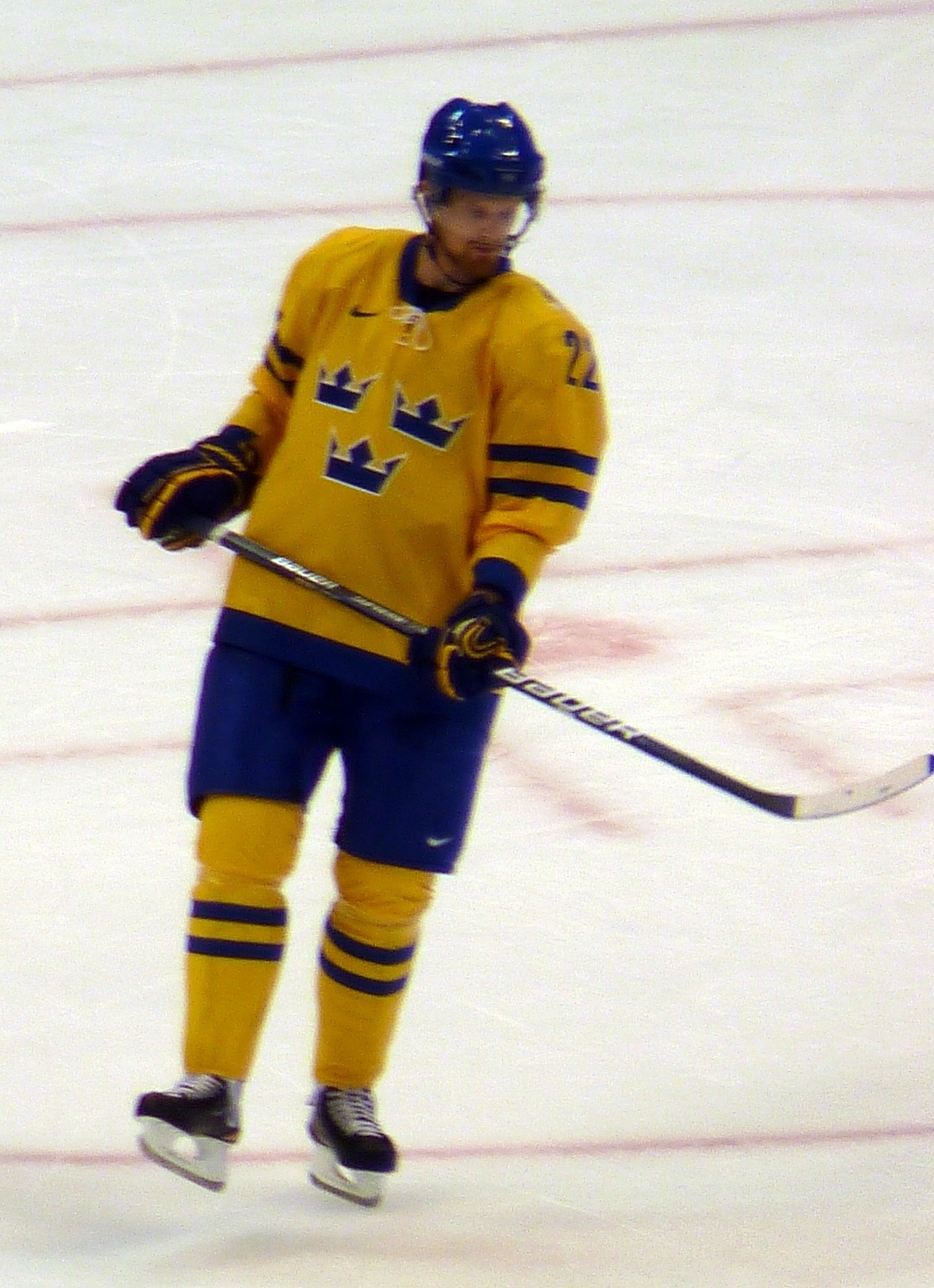
Daniel Sedin under OS 2010.

| År            | Lag           | Turnering     |    | Matcher | Mål | Assists | Poäng | Utv. |
| ------------- | ------------- | ------------- | -- | ------- | --- | ------- | ----- | ---- |
| 1997          | Sverige       | JEM           | 6  | 2       | 4   | 6       | 2     |      |
| 1998          | Sverige       | JEM           | 6  | 3       | 8   | 11      | 10    |      |
| 1998          | Sverige       | JVM           | 7  | 4       | 1   | 5       | 2     |      |
| 1999          | Sverige       | JVM           | 6  | 5       | 5   | 10      | 2     |      |
| 1999          | Sverige       | VM            | 9  | 0       | 1   | 1       | 2     |      |
| 2000          | Sverige       | JVM           | 7  | 6       | 4   | 10      | 0     |      |
| 2000          | Sverige       | VM            | 7  | 3       | 2   | 5       | 8     |      |
| 2001          | Sverige       | VM            | 3  | 0       | 2   | 2       | 0     |      |
| 2005          | Sverige       | VM            | 9  | 5       | 4   | 9       | 2     |      |
| 2006          | Sverige       | OS            | 8  | 1       | 3   | 4       | 2     |      |
| 2010          | Sverige       | OS            | 4  | 1       | 2   | 3       | 0     |      |
| 2013          | Sverige       | VM            | 4  | 1       | 5   | 6       | 2     |      |
| 2014          | Sverige       | OS            | 6  | 1       | 4   | 5       | 4     |      |
| Junior totalt | Junior totalt | Junior totalt | 32 | 20      | 22  | 42      | 16    |      |
| Senior totalt | Senior totalt | Senior totalt | 50 | 12      | 23  | 35      | 20    |      |

## Övrigt
Daniel Sedin är tillsammans med Henrik Sedin med på omslaget för den svenska versionen av TV-spelet NHL 11 från 2010.